# جان کارنزا
جان کارنزا (انگلیسی: John Carenza؛ زادهٔ ۳ ژانویهٔ ۱۹۵۰) بازیکن فوتبال اهل ایالات متحده آمریکا بود.
وی به‌همراه تیم ملی فوتبال ایالات متحده آمریکا در بازی‌های المپیک تابستانی ۱۹۷۲ شرکت کرده‌است.